# JBoss Seam
O Jboss Seam é um framework para aplicações web desenvolvido pela JBoss Application Server uma divisão da Red Hat, para o desenvolvimento de aplicações Java EE de maneira fácil, por meio da integração com tecnologias como JavaServer Faces (JSF), Java Persistence API (JPA), Enterprise JavaBeans (EJB 3.0), AJAX e o  Gerenciamento de processos de negócio.